# Église Sainte-Ségolène de Metz
L’église Sainte-Ségolène est un édifice de culte catholique, situé place Jeanne-d’Arc sur la colline Sainte-Croix, dans le quartier de l’Ancienne Ville à Metz. L’édifice fait l’objet d’un classement partiel et d’une inscription au titre des monuments historiques depuis le 29 septembre 1981. Il est classé en totalité depuis le 4 avril 2013.
Elle est utilisée aujourd'hui par la paroisse franco-polonaise de Metz.

## Contexte historique
Plusieurs édifices se sont succédé à l’emplacement de l’église actuelle. Une première chapelle est construite entre 800 et 830, dans le quartier d’Aiest habité par de très nombreux vignerons. Une mention de l’église figure de nouveau en 912, dans un cartulaire de l’abbaye de Gorze. Le culte de Sainte Ségolène, une albigeoise ayant vécu au VIIe siècle, arrive très tôt en Lorraine. De la construction primitive, il ne reste qu’une crypte, sous le chœur de l’église actuelle . Au XIIIe siècle, le quartier s’urbanise et l’édifice carolingien se révèle trop petit. On décide donc d'édifier une église plus spacieuse.

## Construction et aménagements
La nouvelle église, plus vaste, est édifiée dès 1250, dans le style gothique, en même temps que la cathédrale Saint-Étienne. De cet édifice, il reste le chœur, les deux absidioles, et les trois premières travées de la nef (cl. M.H.). L’église Sainte-Ségolène est construite en pierre de Jaumont. L’église fut agrandie entre 1470 et 1500 par l’ajout d’un porche gothique flamboyant.
Lors des travaux de 1850, on a découvert des restes de fresques des XIIIe au XVIe siècles, qui ont disparu en 1898. D’importants travaux furent en effet entrepris entre 1896 et 1898, sous la direction de l’architecte Conrad Wahn. Ils modifièrent totalement l’aspect de l’église : seuls le chœur et les trois premières travées furent conservés en l’état. La nef fut agrandie, la cour supprimée, le porche et le clocher du XVe siècle furent détruits et remplacés par une façade harmonique, comportant trois portails et deux tours à flèches jumelles. L’élégante façade, de style néo-gothique, est inspirée de l’église Sainte-Élisabeth de Marbourg. La statuaire des portails est l’œuvre du sculpteur français Dujardin, déjà connu pour ses sculptures sur la cathédrale Saint-Étienne de Metz. Le portail central, doté d’une porte de bronze, est l’œuvre d’Eugène Vallin de Nancy (1903).
L’inauguration du nouvel édifice eut lieu en 1898. À l’intérieur, le style est caractéristique du gothique messin du XIIIe siècle, style que l’on retrouve à la basilique Saint-Vincent, ou dans les parties basses de la nef de la cathédrale. Des éléments intéressants de l’ancienne église sont encore présents : piliers, fenêtres, chœur à une travée, nefs latérales terminées par des absidioles. Les chapiteaux de l’arc ogif du chœur sont d’une facture remarquable.

### Mobilier
Deux statues du XVe siècle représentent saint Ferréol et saint Ferjeux, fondateurs de l’église de Besançon au IIIe siècle. Une statue en bois stuqué du XVIe siècle représente sainte Ségolène (cl. MH).

### Vitraux
L’église possède de nombreux vitraux, dont une précieuse crucifixion et quelques médaillons zoomorphes datant du XIIe siècle. La scène de crucifixion de l’absidiole dédiée à la Vierge (chapelle de la Vierge), au nord, est le plus ancien vitrail de Lorraine. De style rhénan, il représente le Christ en croix, entouré de la Vierge et de saint Jean-Baptiste. La croix, ornée de rinceaux, est encadrée par les symboles archaïsants de la lune et du soleil. D’autres pièces datent du XIIIe siècle, les vitraux des donateurs messins Jean Bataille et son épouse du XVe siècle (c. 1459) —, d’autres vitraux du sont du XVIe siècle et dans le chœur des vitraux du verrier messin Laurent-Charles Maréchal, posés entre 1848 et 1855.

### Orgue
Orgue construit par la manufacture Dalstein-Haerpfer de Boulay, en 1890. Il possède 31 jeux répartis sur deux claviers et pédalier. En 2000, le facteur Laurent Plet, de Troyes, fait un relevage minimal de l'instrument, afin de permettre son utilisation pédagogique pour le Conservatoire à Rayonnement Départemental de Metz. Il est également utilisé pour des concours d'orgue. Malgré tout, cet instrument mériterait une restauration complète.
| Grand orgue    | Récit expressif         | Pédale            |
| -------------- | ----------------------- | ----------------- |
| Bourdon 16'    | Salicional 16'          | Principalbass 16' |
| Montre 8'      | Principal 8'            | Contrebasse 16'   |
| Bourdon 8'     | Salicional 8'           | Soubasse 16'      |
| Flûte 8'       | Flûte bouchée 8'        | Octavbass 8'      |
| Dolce 8'       | Voix Céleste 8'         | Violoncelle 8'    |
| Viole de Gambe | Flûte octaviante 4'     | Flûte 4'          |
| Praestant 4'   | Nazard 2 2/3'           | Bombarde 16'      |
| Rohrflûte 4'   | Trompette Harmonique 8' |                   |
| Doublette 2'   | Basson-Hautbois 8'      |                   |
| Cornet V       | Voix humaine 8'         |                   |
| Plein-Jeu IV   |                         |                   |
| Basson 16'     |                         |                   |
| Trompette 8'   |                         |                   |
| Clairon 4'     |                         |                   |

#### Caractéristiques
- Tirasse Grand Orgue
- Tirasse Récit
- Accouplement Récit / Grand Orgue
- Trémolo Grand Orgue
- Trémolo Récit
- Expression Récit
- Crescendo (non-fonctionnel)
- Pédales de combinaisons : Piano, forte, tutti

### Cloches
L'église possède une sonnerie composée de sept cloches de volée :
- La b 2 (bourdon) - Jean-Marie - 5 276 kg - fondu en 1931 par Causard de Colmar
- Ré b 3 - Joseph - 1 964 kg - fondu en 1897 par Bour & Guenser de Metz ( n°471 )
- Mi b 3 - Ségolène - 1 310 kg - fondue en 1897 par Bour & Guenser de Metz ( n°472 )
- Fa 3 - Marguerite - 935 kg - fondue en 1897 par Bour & Guenser de Metz ( n°473 )
- Sol b 3 - Jean-Baptiste - 796 kg - fondu en 1897 par Bour & Guenser de Metz ( n°474 )
- La b  3 - Gabriel - 562 kg - fondu en 1929 par Causard de Colmar
- Mi 4 -Marie - 105 kg - Fondu en 1811 par NS DUVIVIERS et  IS MORICE ( elle étais la cloche de sacristie jusqu'en 1850 )

## Galerie de photos

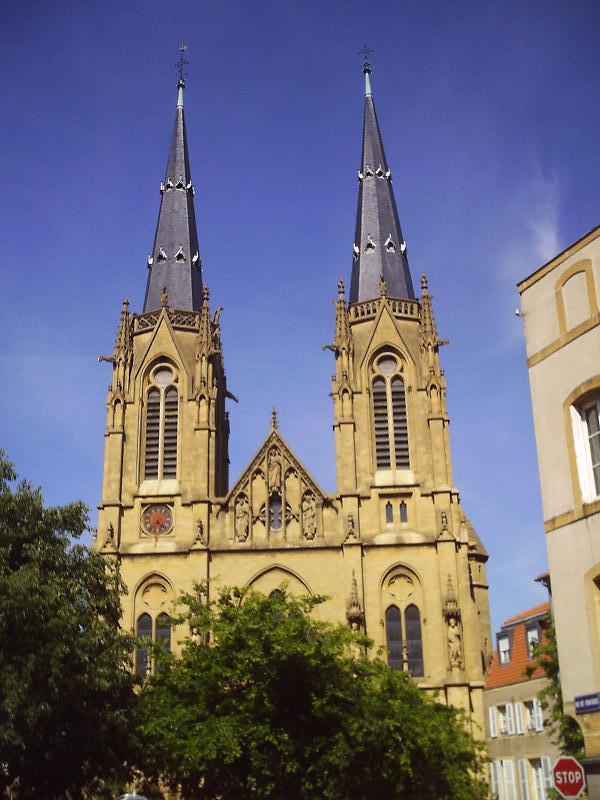
Vue de la façade harmonique
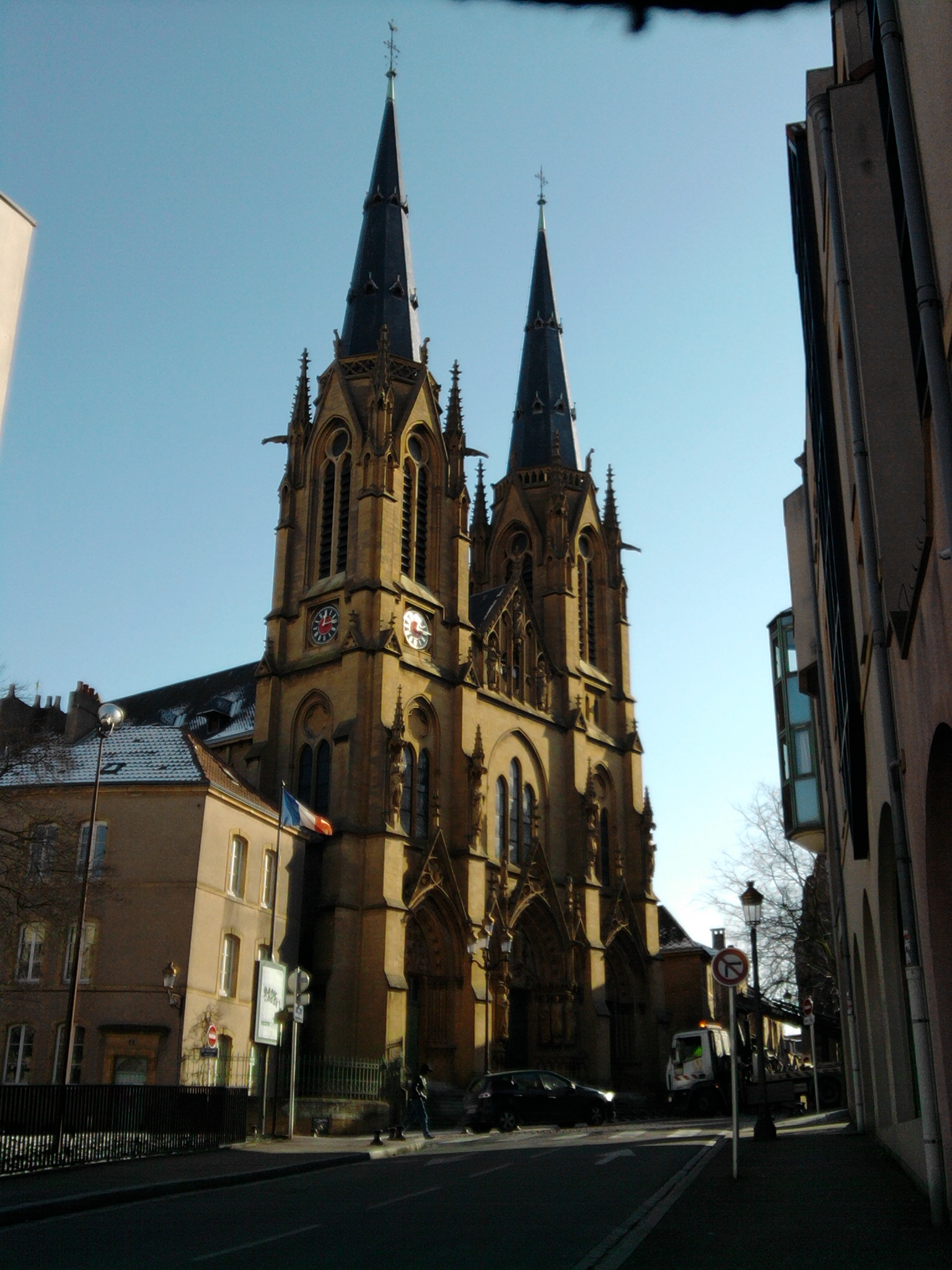
Vue de la façade depuis la rue Boucherie Saint-Georges
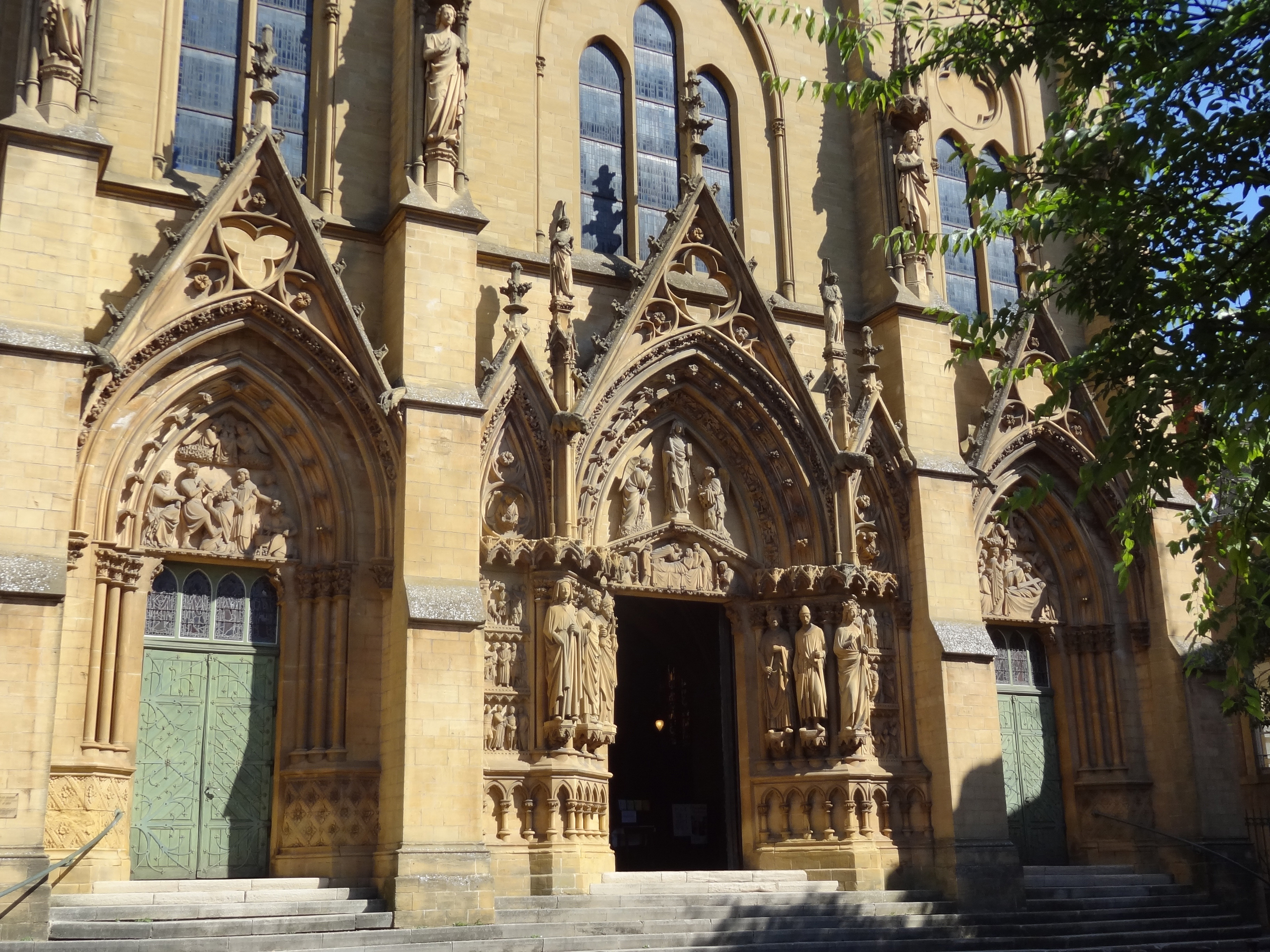
Portail néo-gothique, fin du XIXe siècle
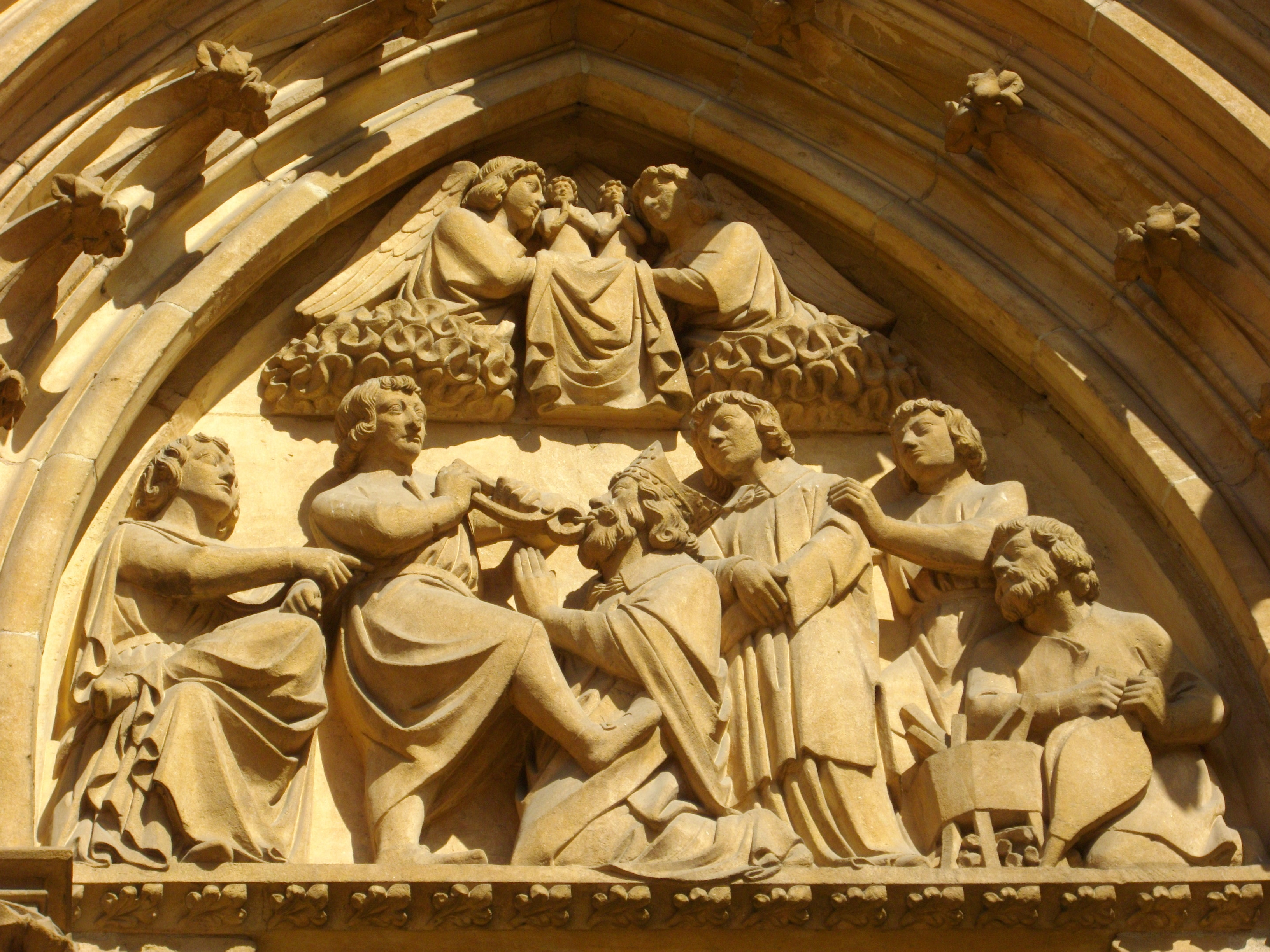
Tympan de la porte située à l’ouest de l’entrée principale
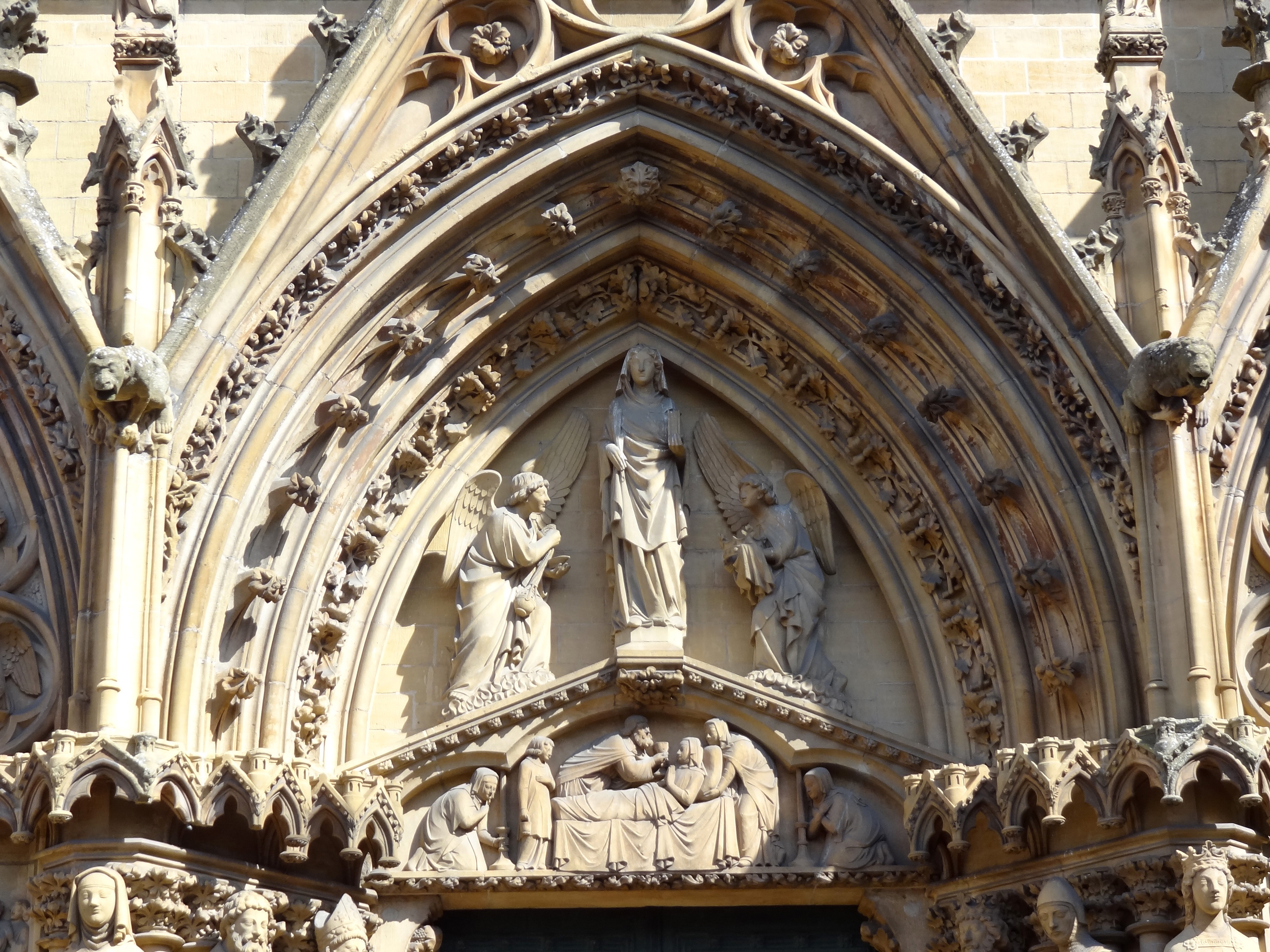
Tympan du portail principal
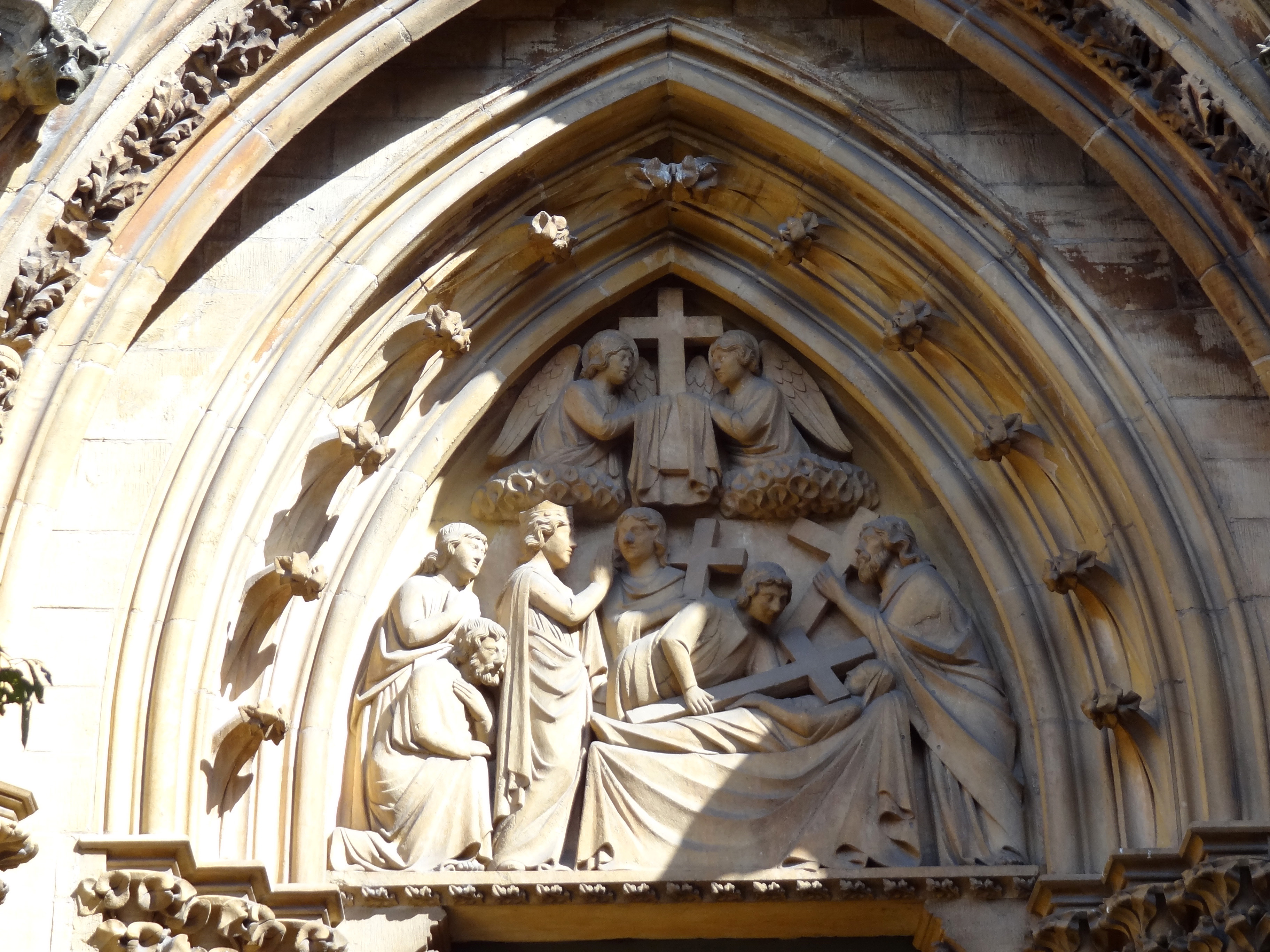
Tympan de la porte située à l'est du portail principal
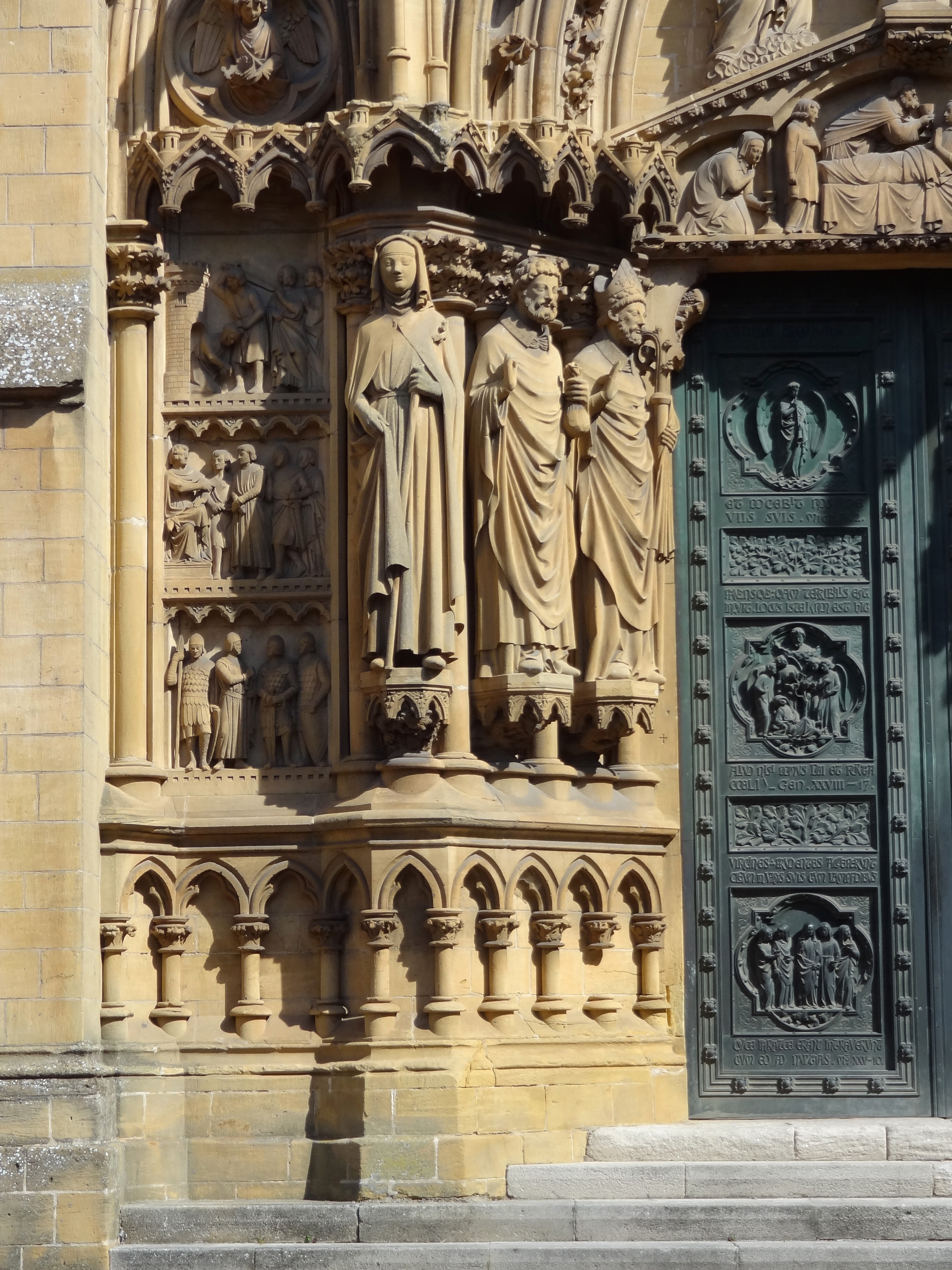
Statues situées à l'est du portail principal
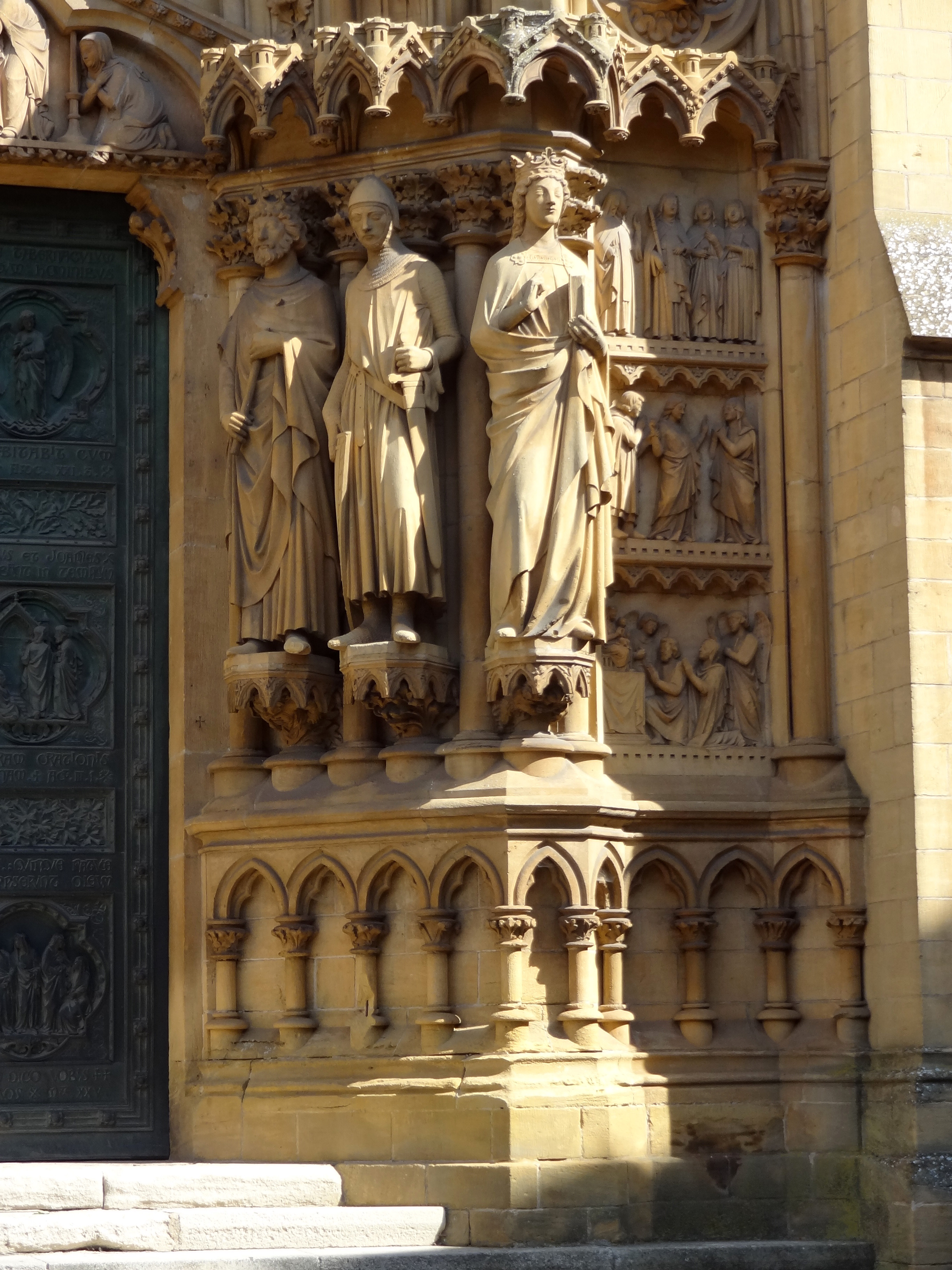
Statues situées à l'ouest du portail principal
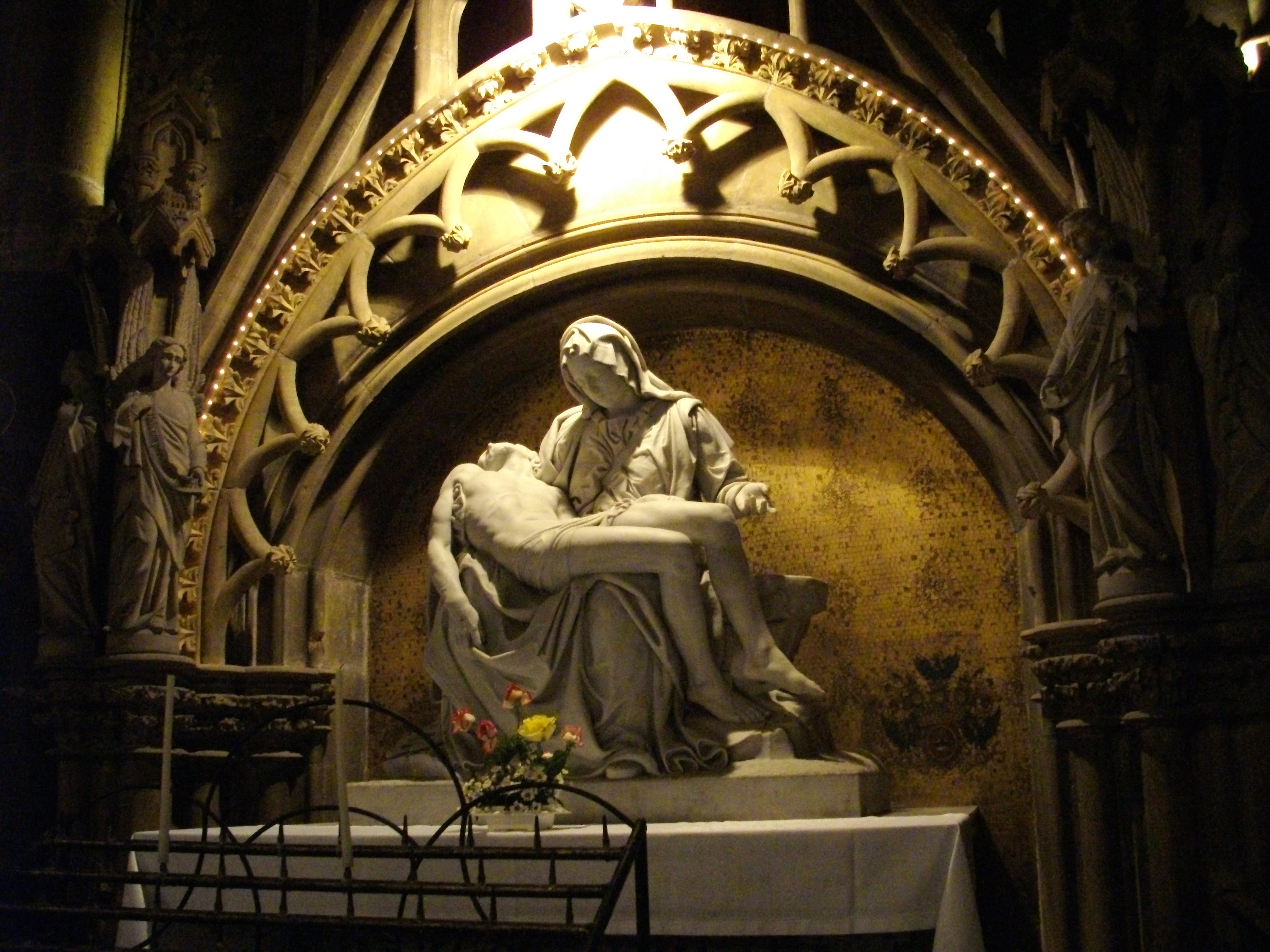
Piéta
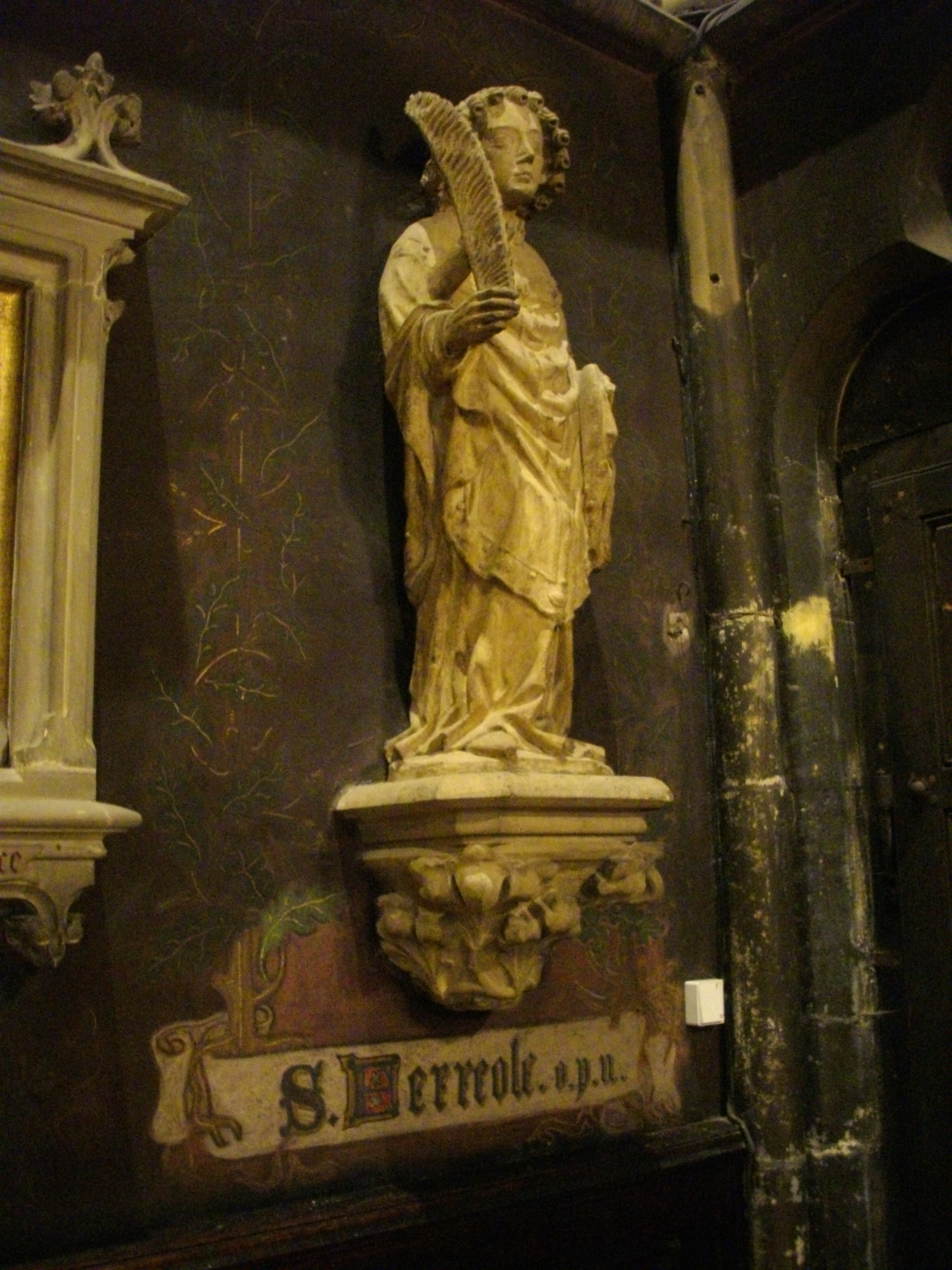
Statue de Saint Ferréol
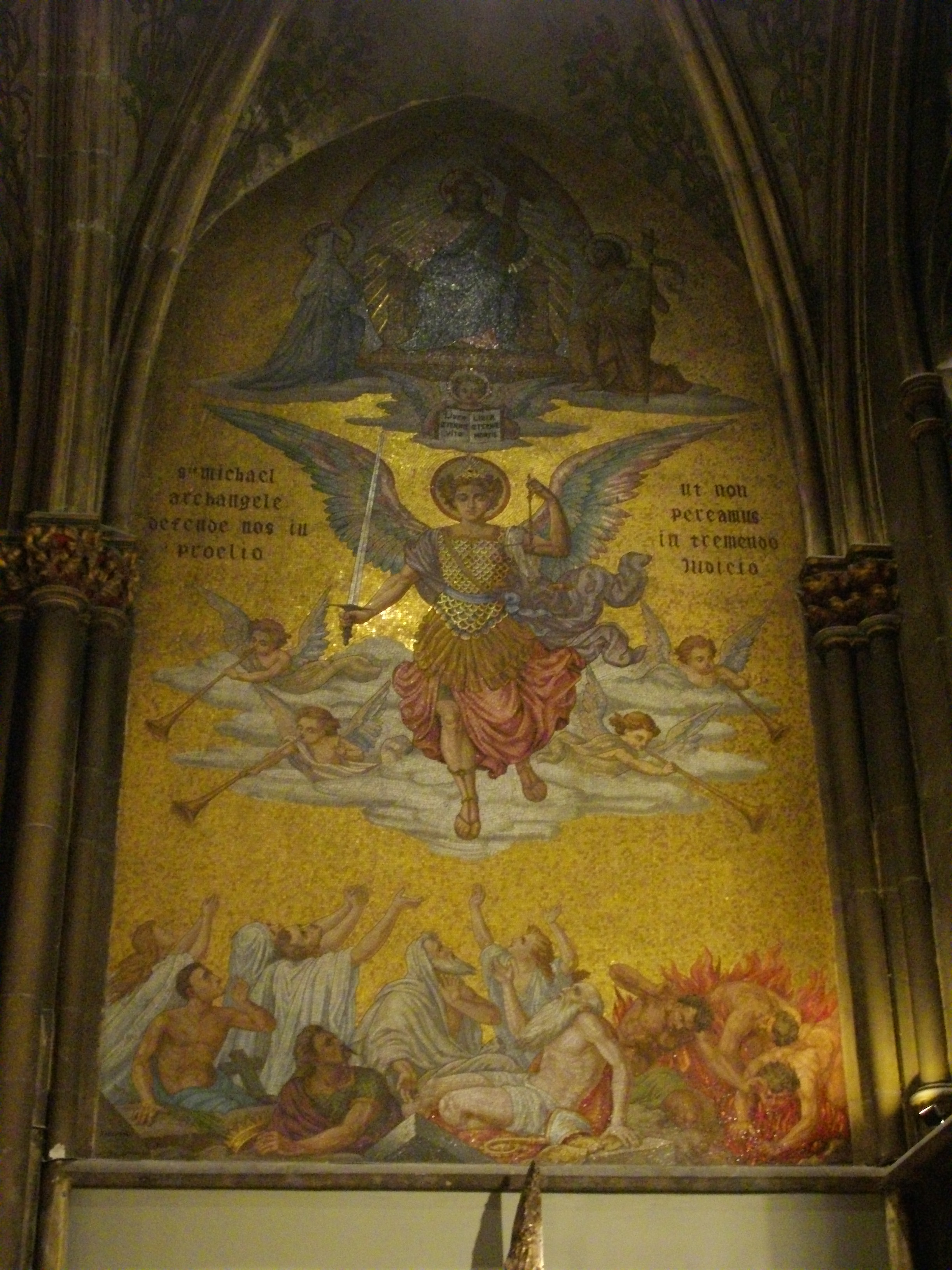
Mosaïque représentant l’archange Saint Michel
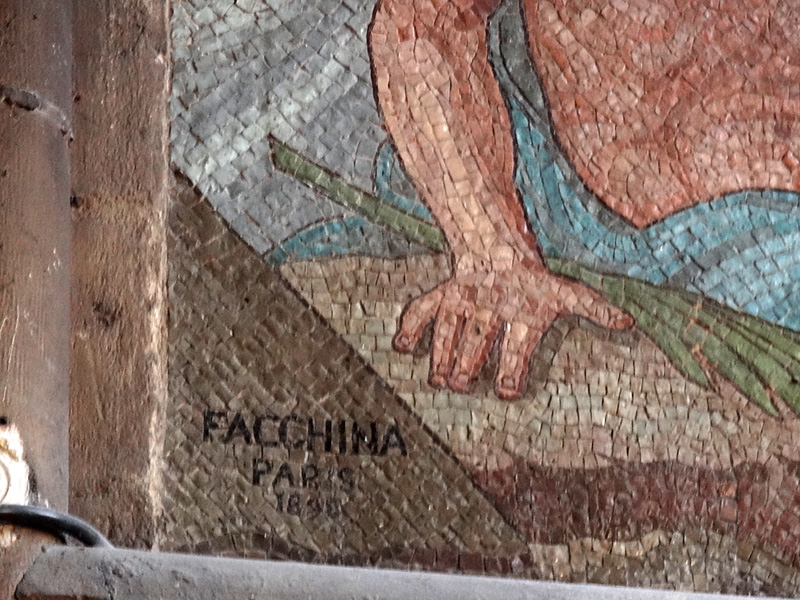
Détail de la mosaïque de l’archange Saint Michel (date et signature)
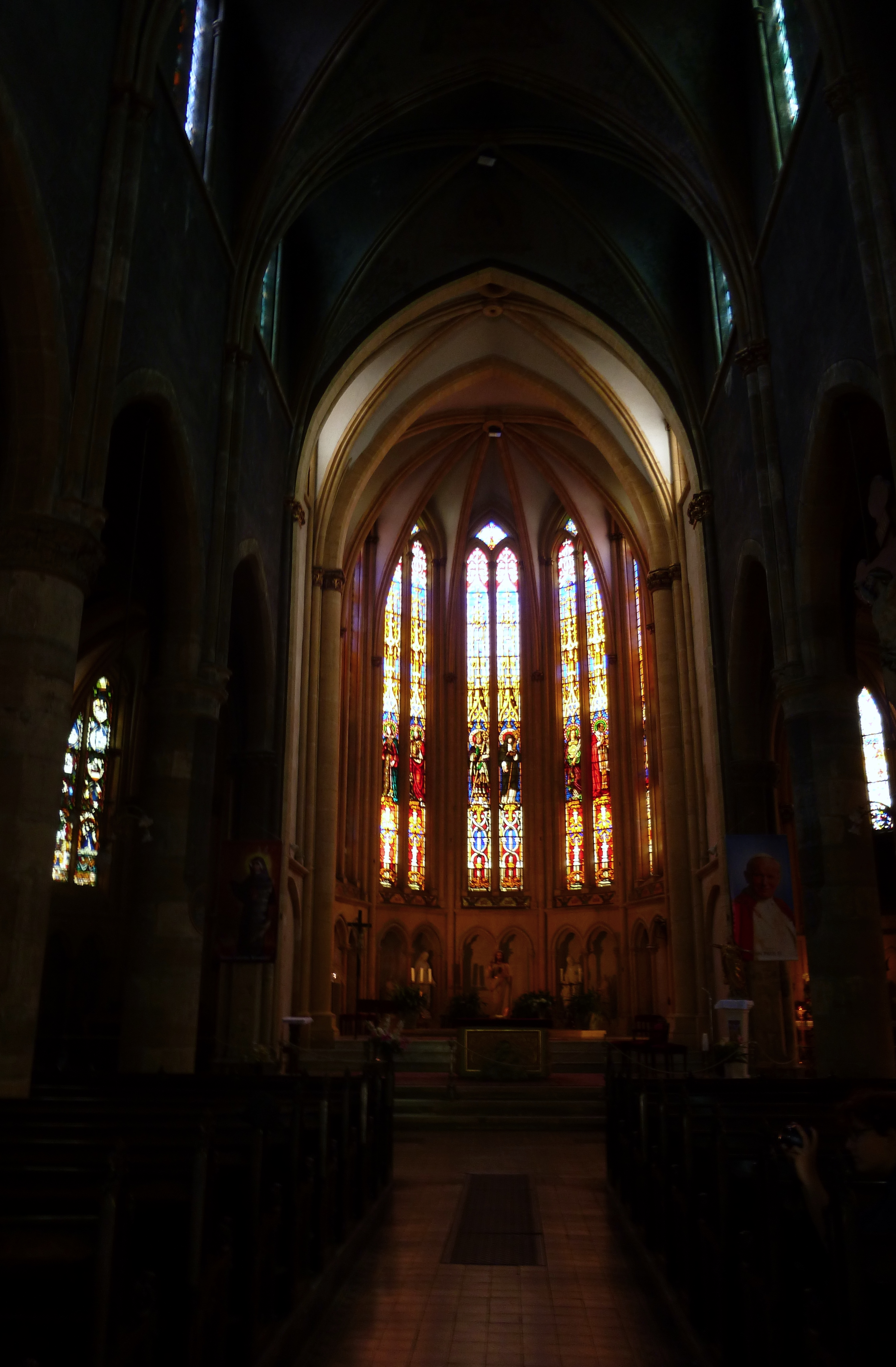
La nef et le chœur gothique